# Единорог (телесериал)
«Единорог» (англ. The Unicorn) —  американский телесериал в жанре ситкома. Премьера сериала состоялась 26 сентября 2019 года на канале CBS.
22 октября 2019 года канал CBS расширил первый сезон сериала до 18 серий. 6 мая 2020 года канал CBS продлил телесериал на второй сезон. Премьера второго сезона состоялась 12 ноября 2020 года.

## Сюжет
Недавно овдовевший отец (Уолтон Гоггинс) с двумя дочерьми и своими друзьями, чтобы снова начать знакомства. Удивительно как для него, так и для его друзей, он становится самым востребованным одиноким парнем из-за его описания как привлекательного рабочего отца.

## В ролях

### Основной состав
- Уолтон Гоггинс — Вэйд
- Роб Кордри — Форрест
- Омар Бенсон Миллер — Бен
- Микаэла Уоткинс — Делия
- Майя Линн Робинсон — Мишель
- Руби Джей — Грэйс
- Макензи Мосс — Натали

## Обзор сезонов
| Сезон | Сезон | Эпизоды | Дата показа      | Дата показа   | Рейтинг Нильсона | Рейтинг Нильсона       |
| Сезон | Сезон | Эпизоды | Премьера         | Финал         | Ранк             | Зрители США (миллионы) |
| ----- | ----- | ------- | ---------------- | ------------- | ---------------- | ---------------------- |
|       | 1     | 18      | 26 сентября 2019 | 12 марта 2020 | 48               | 7,1                    |
|       | 2     | 13      | 12 ноября 2020   | 18 марта 2021 | 60               | 5.05                   |

## Список эпизодов

### Сезон 1 (2019 - 2020)
| № общий | № в сезоне | Название                                                              | Режиссёр     | Автор сценария                 | Дата премьеры    | Произв. код | Зрители в США (млн) |
| --- | ---------- | --------------------------------------------------------------------- | ------------ | ------------------------------ | ---------------- | ----------- | ------------------- |
| 1 | 1          | «Pilot» «Пилот»                                                       | Джон Гамбург | Билл Мартин & Майк Шифф        | 26 сентября 2019 | 101         | 6.04                |
| Комедия о дружной компании лучших друзей и семья, которая помогает Уэйду вести нормальную жизнь в связи с потерей жены год назад                                                                                                 |            |                                                                       |              |                                |                  |             |                     |
| 2 | 2          | «Widow’s Group» «Группа вдов»                                         | Джон Гамбург | Майк Шифф                      | 3 октября 2019   | 102         | 5.99                |
| Когда друзья Уэйда предлагают ему присоединиться к группе поддержки для партнеров, которые потеряли супруга, чтобы помочь ему справиться с его гневом, Уэйд потрясен советом, который он дал хозяину группы поддержки, Кэролайн. |            |                                                                       |              |                                |                  |             |                     |
| 3 | 3          | «Breaking Up Is Hard To Do» «Расставаться это трудно»                 | Джон Гамбург | Билл Мартин                    | 10 октября 2019  | 103         | 5.15                |
| Уэйд внезапно оказывается в "отношениях", в которых он не заинтересован, когда у него есть проблемы с отказом от второго свидания. Кроме того, Уэйд пытается понять, как Грейс борется со своими сообщениями в социальных сетях. |            |                                                                       |              |                                |                  |             |                     |
| 4 | 4          | «The Unicorn And The Catfish» «Единорог и сом»                        | Мэтт Сон     | Кристин Зандер                 | 17 октября 2019  | 104         | 5.23                |
| 5 | 5          | «No Small Parts» «Никаких мелких деталей»                             | Тодд Холлэнд | Джейсон Бельвиль               | 24 октября 2019  | 105         | 5.87                |
| 6 | 6          | «Three Men Out» «В баре втроем»                                       | Мэттью Черри | Крис Келли                     | 7 ноября 2019    | 106         | 5.89                |
| 7 | 7          | «Wade Delayed» «Уэйд задержался»                                      | Кабир Ахтар  | Жак Эдмондс                    | 14 ноября 2019   | 107         | 5.63                |
| 8 | 8          | «Turkeys And Traditions» «Индейки и традиции»                         | Дин Холлэнд  | Джина Ипполито & Скандер Халим | 21 ноября 2019   | 108         | 5.65                |
| 9 | 9          | «No Pressure» «На расслабоне»                                         | Алекс Рид    | София Лир                      | 5 декабря 2019   | 109         | 5.74                |
| 10 | 10         | «Anna and the Unicorn» «Анна и единорог»                              | Джей Карас   | Говард Джордан мл.             | 12 декабря 2019  | 110         | 5.46                |
| 11 | 11         | «If It Doesn't Spark Joy» «Если вещь больше не радует»                | Неизвестно   | Неизвестно                     | 9 января 2020    | 111         | 4.75                |
| 12 | 12         | «It Isn't Romantic» «Никакой романтики»                               | Неизвестно   | Неизвестно                     | 16 января 2020   | 112         | 5.62                |
| 13 | 13         | «Worst Case Scenario» «На крайний случай»                             | Неизвестно   | Неизвестно                     | 30 января 2020   | 113         | 5.76                |
| 14 | 14         | «The Wade Beneath My Wings» «Уэйд под моими крыльями»                 | Неизвестно   | Неизвестно                     | 6 февраля 2020   | 114         | 6.06                |
| 15 | 15         | «Everyone's a Winner» «Все в выигрыше»                                | Неизвестно   | Неизвестно                     | 13 февраля 2020  | 115         | 5.97                |
| 16 | 16         | «The Client» «Клиент»                                                 | Неизвестно   | Неизвестно                     | 20 февраля 2020  | 116         | 5.90                |
| 17 | 17         | «Caroline, No» «Кэролайн, нет»                                        | Неизвестно   | Неизвестно                     | 5 марта 2020     | 117         | 5.45                |
| 18 | 18         | «No Matter What the Future Brings» «Неважно, что будущее нам готовит» | Неизвестно   | Неизвестно                     | 12 марта 2020    | 118         | 5.79                |

### Сезон 2 (2020 - 2021)
| № общий | № в сезоне | Название                                  | Режиссёр   | Автор сценария | Дата премьеры   | Произв. код | Зрители в США (млн) |
| ------- | ---------- | ----------------------------------------- | ---------- | -------------- | --------------- | ----------- | ------------------- |
| 19      | 1          | «There's Something About Whoever-She-Was» | Неизвестно | Неизвестно     | 12 ноября 2020  | 201         | 4.08                |
| 20      | 2          | «It's Complicated»                        | Неизвестно | Неизвестно     | 19 ноября 2020  | 202         | 3.90                |
| 21      | 3          | «It's The Thought That Counts»            | Неизвестно | Неизвестно     | 3 декабря 2020  | 203         | 3.69                |
| 22      | 4          | «Work It»                                 | Неизвестно | Неизвестно     | 17 декабря 2020 | 204         | 3.36                |
| 23      | 5          | «The First Supper»                        | Неизвестно | Неизвестно     | 21 января 2021  | 205         | 3.55                |
| 24      | 6          | «Overnight Sensation»                     | Неизвестно | Неизвестно     | 28 января 2021  | 206         | 3.12                |
| 25      | 7          | «Swerve and Volley»                       | Неизвестно | Неизвестно     | 4 февраля 2021  | 207         | 3.16                |
| 26      | 8          | «No Exit»                                 | Неизвестно | Неизвестно     | 11 февраля 2021 | 208         | 4.05                |
| 27      | 9          | «A Big Move»                              | Неизвестно | Неизвестно     | 18 февраля 2021 | 209         | 3.76                |
| 28      | 10         | «In Memory Of...»                         | Неизвестно | Неизвестно     | 25 февраля 2021 | 210         | 3.76                |
| 29      | 11         | «So Far Away»                             | Неизвестно | Неизвестно     | 4 марта 2021    | 211         | 3.81                |
| 30      | 12         | «Out With the Old»                        | Неизвестно | Неизвестно     | 11 марта 2021   | 212         | 3.43                |
| 31      | 13         | «Put Your Mask on First»                  | Неизвестно | Неизвестно     | 18 марта 2021   | 213         | 3.19                |

## Производство

### Разработка
6 февраля 2019 года телеканал CBS заказал съемки пилотного эпизода телесериала.
15 мая 2021 года телеканал CBS закрыл телесериал после двух сезонов.